# علی فوزی
علی فوزی (انگلیسی: Ali Fawzi؛ زادهٔ ۱۷ مارس ۱۹۹۲) ورزشکار فوتبال اهل مصر است.
از تیم‌هایی که او حضور داشته می‌توان به باشگاه فوتبال انپی اشاره کرد.